# En l'an 2000
En l'an 2000 (vertaald: In het jaar 2000) is een Franse tekeningenreeks over wetenschappelijke vooruitgang in het jaar 2000. Er zijn minstens 87 van deze tekeningen gemaakt, onder andere door Jean-Marc Côté. Ze werden gedrukt in 1899, 1900, 1901 en 1910. Dit werd eerst gedaan op papier als inzetstukken voor sigarenkistjes en later als prentbriefkaarten. Ze werden echter nooit verspreid. De enige bekende set ansichtkaarten werd aangekocht door schrijver Isaac Asimov, die ze opnam in zijn non-fictiewerk Futuredays: A Nineteenth Century Vision of the Year 2000.

## Galerij

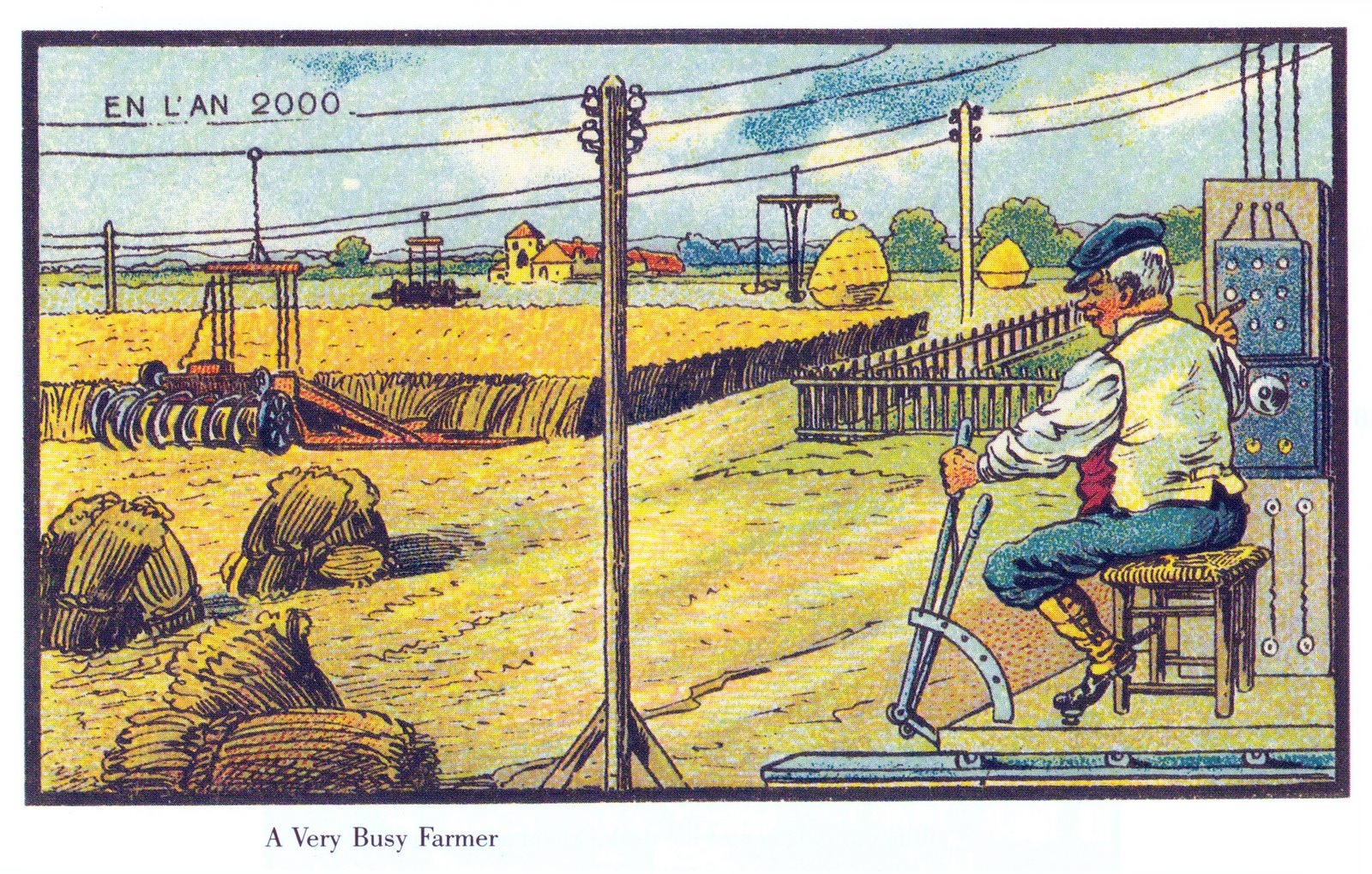
Boer
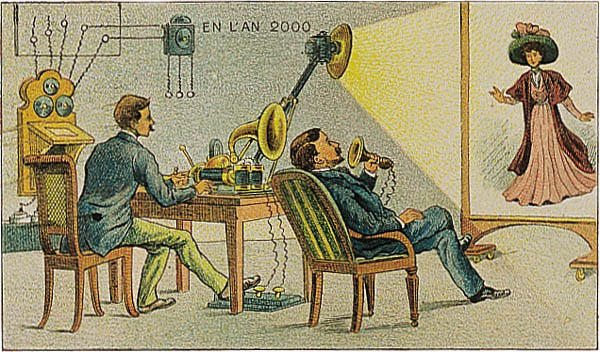
Thuisbioscoop
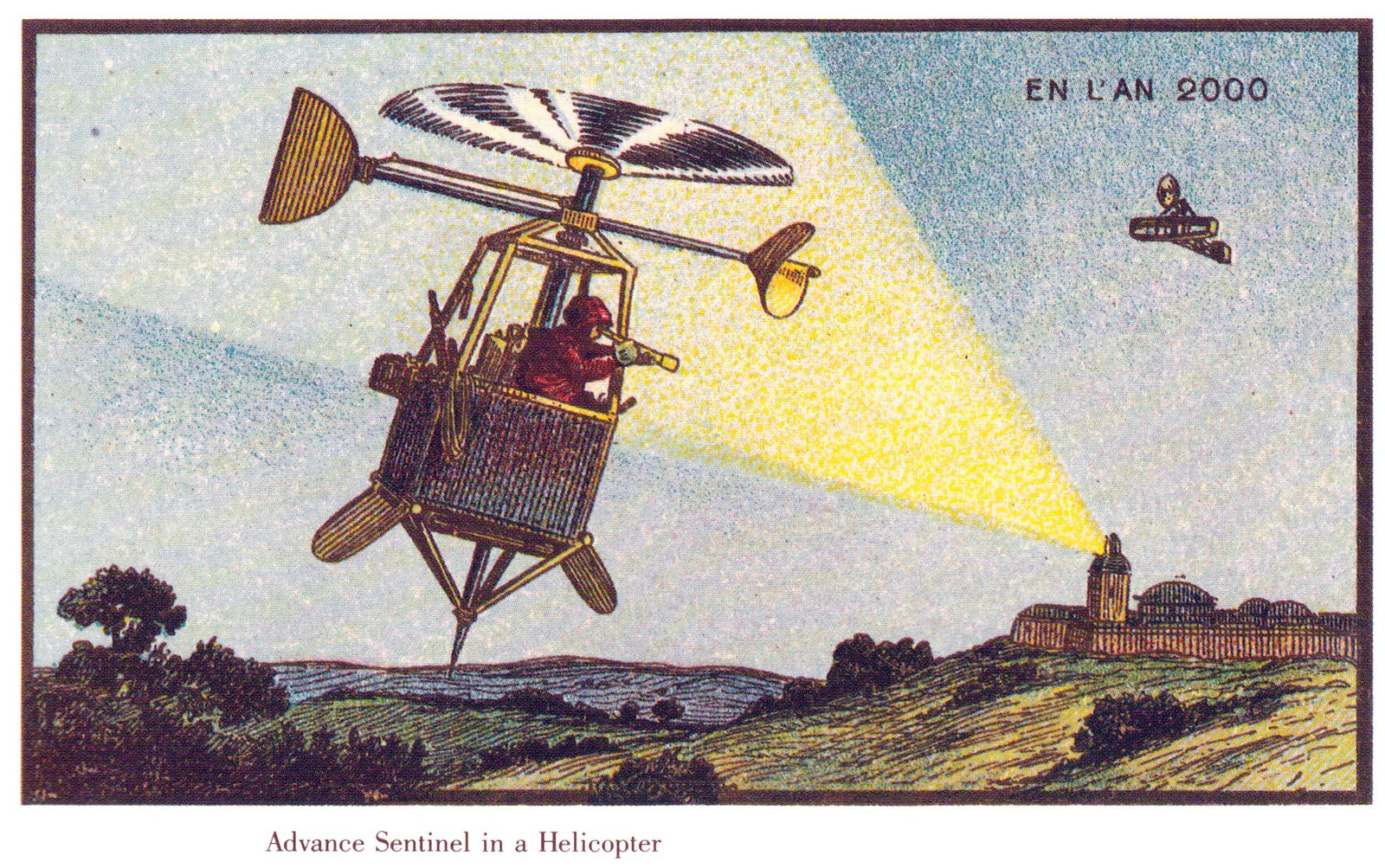
Helikopter
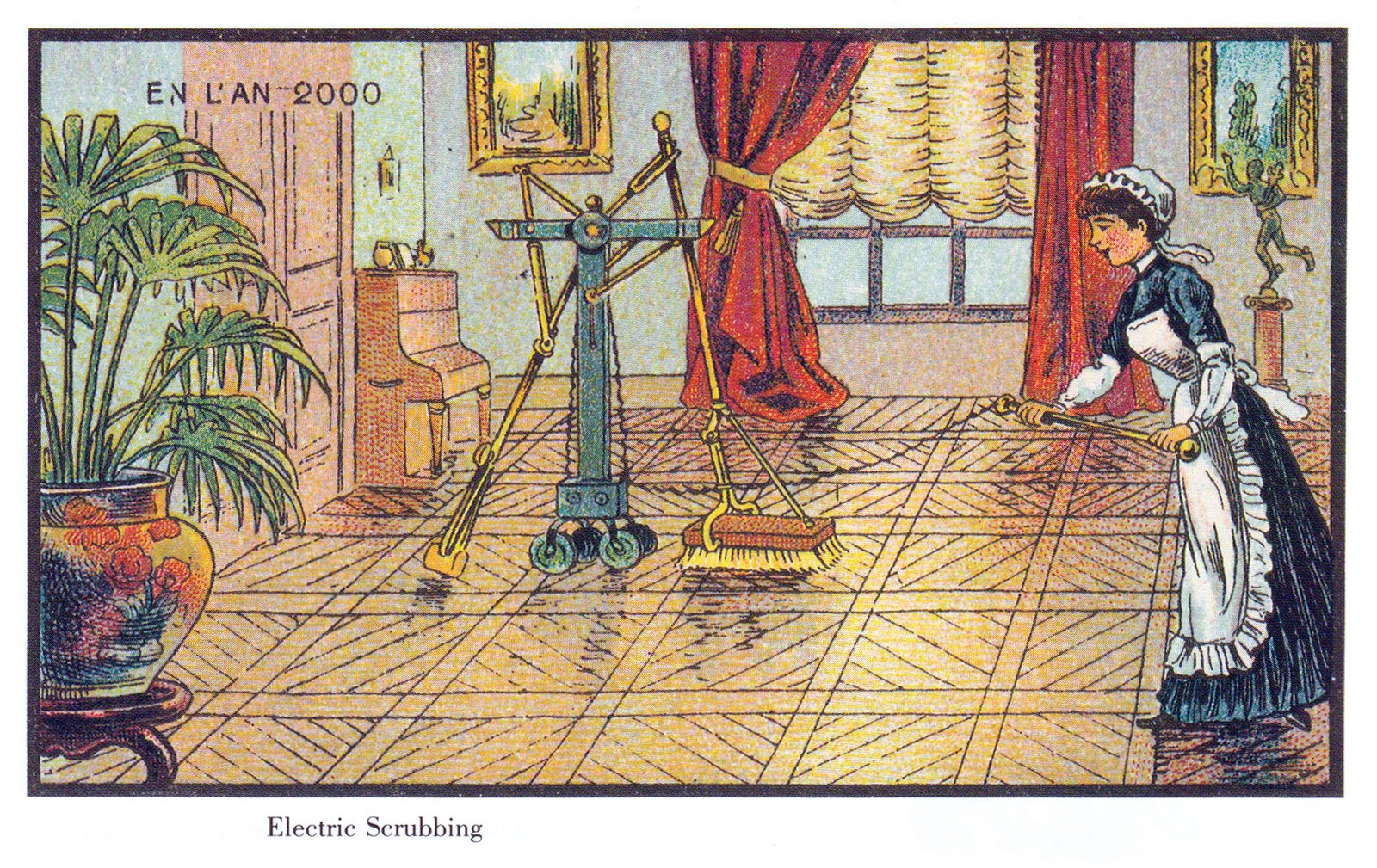
Elektrisch schrobben
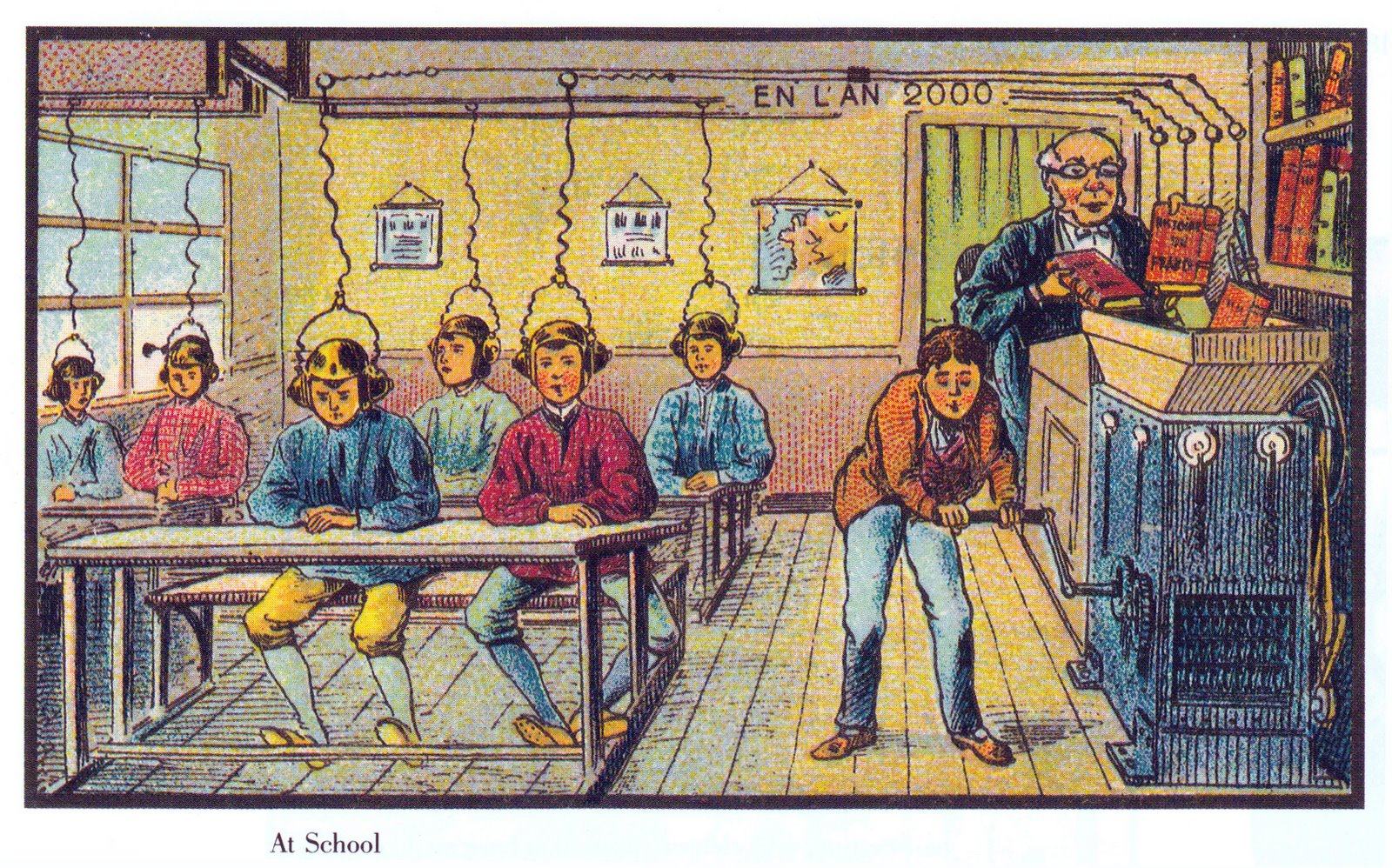
School